# Temporada de lluvias en Niigata y Fukushima de 2011
La temporada de lluvias en Niigata y Fukushima de 2011 inició el 26 de julio y terminó el 30 de julio de 2011 y afectó a la Región de Chūetsu, prefectura de Niigata y a la Región de Kaetsu en Aizu, prefectura de Fukushima. En la prefectura de Niigata, el terraplén del río se rompió y causó grandes daños por inundaciones.

## Descripción
El frente se estancó cerca de la prefectura de Niigata y el archipiélago japonés quedó atrapado entre dos sistemas de alta presión. En la parte occidental de la región de Shimoetsu de la prefectura de Niigata y en la parte norte de la región de Chūetsu, las nubes de lluvia que se habían desarrollado desde el mar de Japón se desplazaron una tras otra, y siguieron cayendo fuertes precipitaciones de unos 100 milímetros por hora en casi los mismos lugares. El día anterior, la península de Corea también se vio afectada por fuertes lluvias. Las prefecturas de Niigata y Fukushima solicitó al gobierno que designara el acontecimiento como un desastre grave.

## Clima
Las lluvias fueron intermitentes e intensas a partir del día 28. El tifón Muifa en el Océano Pacífico atrajo más aire cálido y húmedo a la zona.

### Registros
| Zonas afectadas      | Zonas afectadas | Zonas afectadas                | Precipitación máxima | Precipitación máxima |
| Punto de observación | Ciudad          | Informante                     | 72 hs                | 1 h                  |
| -------------------- | --------------- | ------------------------------ | -------------------- | -------------------- |
| Shiozawa             | Minamiuonuma    | Prefectura de Niigata          | 562                  | 89.5                 |
| Ōyu                  | Uonuma          | Prefectura de Niigata          | 432                  | 70                   |
| Tochigi              | Nagaoka         | Agencia Meteorológica de Japón |                      | 68                   |
| Tadami               | Tadami          | Prefectura de Fukushima        | 700                  | 69.5                 |
| Tōkamachi            | Tōkamachi       | Prefectura de Niigata          |                      | 121                  |
| Miyayoseue           | Kamo            | Agencia Meteorológica de Japón | 623.5                | 93.5                 |
| Sanjō                | Sanjō           | Agencia Meteorológica de Japón |                      | 62                   |
| Muramatsu            | Nagaoka         | Agencia Meteorológica de Japón |                      | 62                   |
| Inhirose             | Uonuma          | Agencia Meteorológica de Japón | 471.5                |                      |

- Además de lo anterior, el Sistema Automatizado de Adquisición de Datos Meteorológicos (AMeDAS por sus siglas en inglés) registró 50.0 mm de precipitaciones en un periodo de 10 minutos hasta las 22:07 del 26 de julio, batiendo el récord histórico del país en ese momento.[1]

## Daños
En la prefectura de Niigata, seis ríos del sistema del río Shinano, incluido el río Igarashi, sufrieron una serie de roturas de diques, lo que provocó inundaciones, incluso en la ciudad de Sanjō. Hubo cuatro fallecidos en Niigata y dos personas desaparecidas en Fukushima y otras prefecturas. Unas 7000 viviendas se inundaron por encima o por debajo del nivel del suelo, entre ellas 18 completamente destruidas y una parcialmente destruida. El 2 de agosto, en la ciudad de Tōkamachi, un talud junto al río Hane, que atraviesa la ciudad, se derrumbó, enterrando en sedimentos las plantas bajas de dos casas. Un total de siete personas vivían en las ellas, pero ninguna resultó herida. En la ciudad de Minamiuonuma, también sufrió daños unas 70 ha de arrozales de 2110 millones de yenes. El río Noborikawa se desbordó por ambos lados en su confluencia con el río Uono, y el canal que envía el agua para la agricultura desde Shiozawa al distrito de Yamato se destruyó, impidiendo posiblemente el envío de agua a unas 700 ha. En la ciudad de Uonuma, la orilla del río Kama se desbordó en la zona de Nagahori Shinden, y el río Hane también se desbordó en la parte alta del pueblo de Nakaya. La autopista n.º 50 Koide Oku Tadami se cerró debido a los desprendimientos en varios lugares, y 173 evacuados fueron transportados a la Escuela Secundaria Yunotani por cinco helicópteros de las Fuerzas de Autodefensa. La prefectura de Fukushima anunció que los daños a la agricultura, la silvicultura y la pesca a causa de las lluvias torrenciales han alcanzado unos 9900 millones de yenes.

### Transporte
En la línea Tadami, la viga del puente se derrumbó entre la estación Aizu-Kawaguchi y la estación Aizu-Oshirakawa, y el puente colapsó. El 1 de octubre de 2012, se reabrió el tramo entre la estación Tadami y la estación Oshirakawa, pero el tramo entre la estación Aizu-Kawaguchi y la estación Tadami todavía está cerrado. Además, tomó medio mes para restaurar la línea Joetsu, un mes y medio para la línea Iiyama y dos meses y medio para la línea Ban-Etsusai.

## Respuesta gubernamental
La Agencia de Manejo de Incendios y Desastres instaló la Oficina de Enlace en la noche del 29 de julio y la Oficina de Contramedidas de Información dentro del gabinete la mañana siguiente. Además, se decidió enviar un equipo de investigación del gobierno a la prefectura de Niigata el 31 de julio y a la prefectura de Fukushima el 2 de agosto. El 29 de julio, las Fuerzas de Autodefensa se enviaron en respuesta a una solicitud de ayuda por parte de los gobernadores de la prefectura de Niigata y Fukushima, y estuvieron activas hasta el 2 de agosto en Fukushima y hasta el 3 de agosto en Niigata. El 2º Regimiento Ordinario del Campamento Takada fue enviado a Niigata. El Ministerio de Tierra, Infraestructura, Transporte y Turismo envió la Fuerza de Control de Emergencia (TEC-FORCE) Fuerza de Control de Emergencia de la Oficina de Desarrollo Regional de Hokuriku el 28 de julio, y luego un total de 198 personas de la Oficina de Desarrollo Regional de Tohoku, Desarrollo Regional de Kanto y la Oficina de Desarrollo Regional de Chubu se enviaron 43 vagones bomba de drenaje, 44 vagones con iluminación y 4 helicópteros contra desastres a las prefecturas de Niigata y Fukushima. El gobierno lo designó como un desastre catastrófico en una reunión de gabinete el 19 de agosto.